# Yang Yang (actor)
Yang Yang (en chino: 楊洋; China, 9 de septiembre de 1991) es un popular actor, modelo, bailarín y cantante chino.

## Biografía
A la edad de 11 años fue admitido en el Departamento de Baile en el "People's Liberation Army Arts College" en China. 

## Carrera[2]
Es miembro de la compañía "Yuekai Entertainment".
Ha aparecido en sesiones fotográficas para "GQ", "BAZAAR Men", "Elle Men", "L'Officiel", "Nylon", "Cosmopolitan", entre otros.
En el 2010 se unió al elenco principal de la serie The Dream of Red Mansions (también conocida como Hong Lou Meng) donde interpretó a Jia Baoyu.
El 6 de julio del mismo año se unió al elenco principal de la serie The Dream of Red Mansions donde dio vida a Jia Baoyu. El actor Yu Xiaotong interpretó a Baoyu de joven.
En febrero del 2011 se unió al elenco de la serie Melody of Youth donde interpretó a Ning Hao, un joven que tiene que enfrentarse a varios desafíos para poder perseguir sus sueños.
En 2013 se unió al elenco de la serie Legend of Goddess Luo donde dio vida al poeta Cao Zhi.
Ese mismo año se unió a la serie Flowers of Pinellia Ternata donde interpretó a Lu Yuan.
El 17 de marzo de 2015 se unió al elenco principal de la serie The Four donde interpretó a Wu Qing, un hombre tranquilo y gentil, se especializa usando un abanico de mano y otras armas ocultas, hasta el final de la serie el 23 de junio del mismo año.
El 21 de marzo del mismo año apareció por primera vez como invitado en el programa Happy Camp en el episodio "Kris Wu VS William" donde participó junto a Kris Wu, William Chan y Hans Zhang. El 16 de mayo de 2015 volvió a aparecer ahora durante el episodio "Hans Zhang VS Jing Bo Ran" donde participó junto a Hans Zhang, Jing Boran y Jo Chang-wook, poco después el 23 del mismo mes apareció en el episodio "Jing Boran with Divas Hit the Road Crew" junto a Jing Boran, Zheng Shuang e Ivy Chen. El 18 de julio de 2015 participó durante el episodio "Looking Good Yang Yang and Leo Wu" junto a Bai Jingting, Jung Yong-hwa, Leo Wu y JJ Lin. El 24 de septiembre de 2016 realizó su quinta aparición como invitado en el programa, ahora durante el episodio "Yang Yang and Deng Chao in the House" junto a Deng Chao, Zhang Tian'ai, Bai Baihe y Yue Yunpeng. El 18 de marzo de 2017 volvió a aparecer ahora junto a Deng Chao, Lay, Wallace Huo y Bai Baihe
El 25 de abril del mismo año se unió al elenco de la segunda temporada del programa Divas Hit the Road donde participó junto a Jing Boran, Zheng Shuang, Ivy Chen, Ning Jing, Mao Amin y Xu Qing, hasta el final de la temporada el 4 de julio de 2015. 
En julio del mismo año se unió al elenco principal de la serie The Lost Tomb donde dio vida a Zhang Qiling, un competente pero misterioso hombre que rara vez habla y siempre parece estar aturdido, hasta el final de la serie.
El 7 de julio del mismo año se unió al elenco principal de la serie The Whirlwind Girl donde interpretó al estoico y desinteresado Ruo Bai, un deportista de taekwondo hasta el final de la serie el 26 de agosto de 2015.
El 22 de agosto de 2016 se unió al elenco principal de la serie Love O2O (también conocida como A Smile is Beautiful), donde dio vida a Xiao Nai, el atractivo, popular e inteligente estudiante de informática de cuarto año de la Universidad Qing, que termina enamorándose de Bei Wei Wei (Zheng Shuang), hasta el final de la serie el 30 de septiembre del mismo año.
En el 2017 obtuvo el quinto puesto en el ranking de "2017 Forbes China Celebrity 100 List".
El 1 de enero del 2018 se unió al elenco principal de la serie The Chronicles of Town Called Jian donde interpretó a Huang Moru, un caballero y el primer maestro de la casa señorial de Huang, hasta el final de la serie el 13 de febrero del mismo año.
El 7 de agosto del mismo año se unió al elenco principal de la serie Martial Universe donde dio vida a Lin Dong, un hombre que obtiene un misterioso artefacto que es codiciado por muchos clanes en el mundo marcial.
El 24 de julio del 2019 se unió al elenco principal de la serie The King's Avatar donde interpretó a Ye Xiu, más conocido como "Lord Grim", el ex-capitán del equipo "Excellent Era" y el actual capitán del "Team Happy" y el líder del  "Chinese Glory Team", hasta el final de la serie el 30 de agosto del mismo año.
El 26 de julio de 2021 se unió al elenco principal de la serie You Are My Glory donde dio vida a Yu Tu, un ingeniero aeroespacial que lucha por alcanzar sus sueños y recuperar el tiempo que perdió con Qiao Jingjing (Dilraba Dilmurat) de quien se enamora profundamente, hasta el final de la serie el 16 de agosto del mismo año. La serie fue muy bien recibiada por los televidentes.
Ese mismo año se unirá al elenco principal de la serie Glory of the Special Forces (特种兵) donde interpretará al soldado Yan Poyue. Se estrenó el 5 de abril de 2022.

## Filmografía

### Series de televisión
| Año  | Título                               | Papel                                        | Cadena                | Notas            | Ref                  |
| ---- | ------------------------------------ | -------------------------------------------- | --------------------- | ---------------- | -------------------- |
| 2010 | The Dream of Red Mansions            | Jia Bao Yu                                   | QTV                   | Papel Principal  |                      |
| 2011 | Youth Melody                         | Ning Hao                                     | CCTV                  | Papel Principal  |                      |
| 2012 | The War Doesn't Believe in Tears     | Du Chang You                                 | STV                   | Papel Principal  |                      |
| 2012 | Refresh 3+7                          | He Tian Ze                                   | Dragon TV             | Papel Principal  |                      |
| 2013 | Legend of Goddess Luo                | Cao Zhi (Príncipe de Chen)                   | Jiangsu TV            | Papel Principal  |                      |
| 2013 | Ultimate Conquest                    | Bai Nian Sheng                               | Sichuan TV            | Papel Principal  |                      |
| 2013 | Flower Pinellia                      | Lu Yuan                                      | Hunan TV              | Papel Principal  |                      |
| 2014 | Lanterns                             | Chen Fei Yu                                  | Hunan TV              | Papel Secundario |                      |
| 2014 | Tiny Times 1.0: Origami Times        | Neill                                        | Youku                 | Papel Secundario |                      |
| 2015 | The Four                             | "Heartless" Wu Qing                          | Hunan TV              | Papel Principal  |                      |
| 2015 | The Lost Tomb                        | Zhang Qi Ling                                | iQiyi                 | Papel Principal  |                      |
| 2015 | The Whirlwind Girl                   | Ruo Bai                                      | Hunan TV              | Papel Principal  |                      |
| 2016 | The Whirlwind Girl 2                 | Ruo Bai (Song Bai, Pasado sénior) (Ep. 1, 4) | Hunan TV              | Invitado         |                      |
| 2016 | Love O2O                             | Xiao Nai / Yi Xiao Nai He                    | Dragon TV, Jiangsu TV | Papel Principal  |                      |
| 2016 | My Stupid Cute Husband               | Yang Kang                                    | iQiyi                 | Papel Principal  |                      |
| 2018 | The Chronicles of A Town Called Jian | Huang Mo Ru                                  | Mango TV              | Papel Principal  |                      |
| 2018 | Martial Universe: Season 1           | Lin Dong                                     | Dragon TV             | Papel Principal  |                      |
| 2018 | Martial Universe: Season 2           | Lin Dong                                     | Dragon TV             | Papel Principal  |                      |
| 2019 | The King's Avatar                    | Ye Qiu                                       | Tencent               | Papel Principal  |                      |
| 2020 | With You (Together)                  | Yue Bin (Ep. 5-6)                            | Dragon TV             | Papel Principal  | [ 16 ] [ 17 ]        |
| 2021 | You Are My Glory                     | Yu Tu / "Jade Rabbit God"                    | Tencent               | Papel Principal  | [ 18 ] [ 19 ]        |
| 2022 | Glory of the Special Forces          | Yan Po Yue                                   |                       | Papel Principal  | [ 20 ]               |
| 2022 | Who Rules The World                  | Feng Lan Xi / Hei Feng Xi                    | Tencent               | Papel Principal  | [ 21 ] [ 22 ] [ 23 ] |
| 2023 | My Fireworks on Earth                | Song Yan                                     | Mango TV              | Papel Principal  |                      |

### Películas
| Año  | Título                                    | Papel           | Notas             |
| ---- | ----------------------------------------- | --------------- | ----------------- |
| 2011 | Beginning of the Great Revival            | Yang Kai Zhi    | Papel de invitado |
| 2012 | Eat Drink Man Woman 2                     | Shi Zhe (Joven) | Papel Secundario  |
| 2015 | The Unbearable Lightness of Inspector Fan | James Wu        | Papel principal   |
| 2015 | The Left Ear                              | Xu Yi           | Papel Secundario  |
| 2016 | Healing Island                            |                 | Papel principal   |
| 2016 | Jasmine Flowers                           |                 | Papel principal   |
| 2016 | Belonged to You                           | Mao Shi Ba      | Papel principal   |
| 2017 | Once Upon a Time                          | Mo Yuan         | Papel principal   |
| 2020 | Radio Love                                |                 | Invitado          |
| 2020 | Vanguard                                  | Lei Zhen Yu     | Papel principal   |

### Teatro
| Año  | Título                    | Personaje | Notas |
| ---- | ------------------------- | --------- | ----- |
| 2009 | The Dream of Red Mansions | Jia Baoyu |       |

### Programas de variedades
| Año  | Título                      | Notas                                        |
| ---- | --------------------------- | -------------------------------------------- |
| 2008 | Day Day Up                  | Invitado (11/04 – 18/12)                     |
| 2010 | Happy Camp                  | Invitado (31/07)                             |
| 2013 | Star Solider                | Miembro del elenco                           |
| 2013 | Happy Camp                  | Invitado (13/07 – 19/10)                     |
| 2014 | Laugh Out Loud              | Invitado                                     |
| 2015 | Divas Hit the Road Season 2 | Presentador                                  |
| 2015 | Happy Camp                  | Invitado (21/03, 16/05, 23/05, 06/06, 18/07) |
| 2015 | Smart 7                     | Invitado (Ep. 3)                             |
| 2016 | Happy Camp                  | Invitado (24/09)                             |
| 2018 | Happy Camp                  | Invitado (01/09)                             |
| 2020 | Youth Poetry Club           | Invitado                                     |
| 2020 | The Irresistible            | Miembro del elenco (Equipo hermano menor)    |
| 2020 | Happy Camp                  | Invitado (22/02 – 21/03)                     |
| 2021 | Youth Periplous 3           | Miembro del elenco (Ep. 2-7, 9-12)           |
| 2021 | Happy Camp                  | Invitado (08/07)                             |

### Anuncios/Endorsos
| Año  | Título                | Notas                                                         |
| ---- | --------------------- | ------------------------------------------------------------- |
| 2010 | Dayun Electric Bike   | junto a Jiang Mengjie, Li Qin, Jim Yu, Zhou Yi y Miao Jun Jie |
| 2015 | RIO Cocktail          |                                                               |
| 2015 | Master Kong Ice Tea   |                                                               |
| 2015 | Sony Walkman A-Series |                                                               |
| 2015 | Sony H.ear            |                                                               |
| 2015 | IQIYI VIP Membership  | junto a Huang Bo y Angelababy                                 |
| 2015 | Rejoice               |                                                               |
| 2016 | Jasmine Tea CF        | junto a Zheng Shuang                                          |
| 2017 | Tencent VIP           | junto a Dilraba Dilmurat y Yang Mi                            |
| 2017 | Guerlain              |                                                               |
| 2019 | SKG Massagers         | Portavoz                                                      |
| 2019 | Allie Sunscreen       | Portavoz                                                      |
| 2020 | Menghuan Xiyou Game   | Portavoz                                                      |
| 2020 | Purjoy Yogur          | Portavoz                                                      |
| 2020 | Mercedes Benz         | Amigo de la marca                                             |
| 2021 | Puma China            |                                                               |
| 2021 | Tencent Video         | Portavoz                                                      |
| 2021 | Yueying Lighting      | Portavoz                                                      |
| 2021 | Bvlgari               | Portavoz                                                      |
| 2021 | Sleemon Furniture     | Portavoz                                                      |
| 2021 | Guerlain              |                                                               |
| 2022 | L'Oréal Paris         |                                                               |
| 2022 | A1 Lab                |                                                               |
| 2022 | TimHortons            |                                                               |
| 2022 | cerveja Tsingtao      |                                                               |
| 2022 | A1 Snack Lab          |                                                               |
| 2022 | BVLGARI               |                                                               |
| 2022 | PARIM                 |                                                               |
| 2022 | Wedgwood              |                                                               |
| 2022 | Tims Coffee           |                                                               |
| 2022 | Purjoy                |                                                               |
| 2022 | Guerlain              |                                                               |
| 2022 | BOGNER                |                                                               |
| 2022 | Ribecs                |                                                               |
| 2022 | EVELOM                |                                                               |
| 2022 | Glico Baiol           | Portavoz                                                      |

### Revistas / sesiones fotográficas
| Año  | Título                  | Notas                                                                              |
| ---- | ----------------------- | ---------------------------------------------------------------------------------- |
| 2019 | Esquire China           | (publicación de julio) - junto a Gao Hanyu, Zhai Zilu, Yang Ting Dong y Fan Jinwei |
| 2019 | Bazaar Men China        | (publicación de agosto)                                                            |
| 2019 | ELLE Men China          | (publicación de agosto) - junto a Jiang Shuying                                    |
| 2019 | Harper’s Bazaar China   | (publicación de octubre)                                                           |
| 2019 | Puma                    |                                                                                    |
| 2019 | Suning                  |                                                                                    |
| 2019 | Madame Figaro China     | (publicación de diciembre)                                                         |
| 2020 | L’Officiel Hommes China | (publicación conjunta de abril y mayo)                                             |
| 2020 | Harper's Bazaar China   | (publicación de julio)                                                             |
| 2021 | GQ China                | (publicación de enero)                                                             |

### Eventos
| Año  | Título                                              | Lugar     | Notas                                        |
| ---- | --------------------------------------------------- | --------- | -------------------------------------------- |
| 2019 | First Thailand Fan Meeting                          | Tailandia | Tencent’s WeTV                               |
| 2019 | Hunan TV - Suning Double 11 Carnival Festival       |           | (interpretó: "The Power of Love" (爱的力量)) |
| 2019 | News China 2019 Influential People of the Year Gala |           |                                              |
| 2019 | 2019 Tencent Video Star Awards                      |           |                                              |
| 2020 | Dunhill 2020 F/W show at Paris Fashion Week         |           |                                              |
| 2021 | 2021 GQMOTY Person of the Year Cremony              | invitado  |                                              |

## Discografía

### Singles
| Año  | Título                                         | Álbum                             | Notas                                                             |  |
| ---- | ---------------------------------------------- | --------------------------------- | ----------------------------------------------------------------- |  |
| 2011 | "Dandelion"                                    | Melody of Youth OST               | junto a Zhou Mi, Ma Su, Jiang Mengjie y Su Qing                   |  |
| 2015 | "Fly with a Carefree Heart" (放心去飞)         | The Left Ear OST                  | junto a Oho Ou y Hu Xia                                           |  |
| 2015 | "Divas Hit the Road"                           | Canción de "Divas Hit the Road 2" | junto a Zheng Shuang                                              |  |
| 2015 | "Tender Love" (安心的温柔)                     |                                   |                                                                   |  |
| 2016 | "Summer's Smooth Hair Dance" (夏日顺发舞)      |                                   | canción promocional para la marca de champú "Rejoice"             |  |
| 2016 | "One Smile is very Beautiful"                  | OST de "Love O2O"                 |                                                                   |  |
| 2016 | "Love Is Crazy" (爱是一个疯字)                 |                                   |                                                                   |  |
| 2016 | "Sunshine in the Eyes"                         |                                   | canción promocional por el Día Mundial de la Lucha Contra el sida |  |
| 2016 | "Father and Son"                               |                                   |                                                                   |  |
| 2017 | “Three Lifetimes, Ten Miles of Peach Blossoms" | OST de Once Upon a Time           | junto a Liu Yifei                                                 |  |
| 2017 | "Just Like IDOL" (就像是Idol)                  |                                   |                                                                   |  |
| 2017 | "Power of Love"                                |                                   | canción promocional para la organización "Sunshine Foundation"    |  |
| 2018 | "My Spring Gala My Year"                       | Once Upon a Time OST              |                                                                   |  |
| 2018 | "The Best"                                     | Divas Hit the Road OST            |                                                                   |  |
| 2018 | "Forever Young"                                |                                   |                                                                   |  |

## Apoyo a beneficencia
En el 2019 participó en el décimo aniversario de GQ China modelando la camisa diseñada por él mismo para caridad.

## Premios y nominaciones
| Año  | Premio                                                           | Categoría                                              | Trabajo                   | Resultado |
| ---- | ---------------------------------------------------------------- | ------------------------------------------------------ | ------------------------- | --------- |
| 2009 | 4th BQ Celebrity Score Awards                                    | Premio al recién llegado                               |                           | Ganador   |
| 2010 | The Mango TV Fan Festival                                        | Mejor pareja                                           | The Dream of Red Mansions | Ganador   |
| 2011 | China Power Awards                                               | Most Beautiful New Star                                |                           | Ganador   |
| 2011 | Sohu Entertainment Awards                                        | New Face                                               |                           | Ganador   |
| 2015 | Baidu Tieba Fans' Carnival                                       | Mejor artista de tendencias                            |                           | Ganador   |
| 2015 | Bazaar Men of the Year Awards                                    | Estrella más atractiva del año                         |                           | Ganador   |
| 2015 | Chinese Campus Art Glory Festival                                | Actor más popular                                      | The Four                  | Ganador   |
| 2015 | 4th iQiyi All-Star Carnival                                      | Premio al actor popular de televisión                  | The Lost Tomb             | Ganador   |
| 2015 | 8th China TV Drama Awards                                        | Actor más comentado Actor más influyente en los medios |                           | Ganador   |
| 2016 | L'Officiel Night                                                 | Actor más popular                                      |                           | Ganador   |
| 2016 | Baidu Moments Press Conference                                   | Artista masculino más valioso comercialmente           |                           | Ganador   |
| 2016 | 13th Esquire Man At His Best Awards                              | Artista más valioso comercialmente                     |                           | Ganador   |
| 2016 | Sohu Fashion Awards                                              | Celebridad masculina más popular                       |                           | Ganador   |
| 2016 | Youku Young Choice Awards                                        | Artista del Año                                        |                           | Ganador   |
| 2017 | 2nd China Television Drama Quality Ceremony                      | Actor de calidad más popular                           | Love O2O                  | Ganador   |
| 2017 | Chinese Communist Youth League (CCYL)                            | Medalla del 4 de mayo                                  |                           | Ganador   |
| 2017 | 14th Esquire Man At His Best Awards                              | Artista del Año Man of the Year                        |                           | Ganador   |
| 2017 | 11th Tencent Video Star Awards                                   | Estrella VIP del año                                   |                           | Ganador   |
| 2018 | 12th Tencent Video Star Awards                                   | Estrella VIP del año                                   |                           | Ganador   |
| 2018 | Youku Choice Awards                                              | Estrella más valiosa                                   |                           | Ganador   |
| 2018 | China Youth Day Gala                                             | Joven actor destacado                                  |                           | Ganador   |
| 2018 | Chinese Communist Youth League (CCYL)                            | Juventud Destacada                                     |                           | Ganador   |
| 2018 | 15th Esquire Man At His Best Awards                              | Artista continental destacado                          |                           | Ganador   |
| 2019 | China Entertainment Industry Summit (Golden Pufferfish Awards)   | Artista más valioso comercialmente                     |                           | Ganador   |
| 2019 | Golden Bud - The Fourth Network Film And Television Festival     | Mejor actor                                            | The King's Avatar         | Nominado  |
| 2019 | China Newsweek                                                   | Persona del año                                        |                           | Ganador   |
| 2019 | Tencent Video All Star Awards                                    | Actor de televisión del año VIP Star                   | The King's Avatar         | Ganador   |
| 2020 | 7th The Actors of China Award Ceremony(Golden Pufferfish Awards) | Mejor actor (serie web)                                |                           | Nominado  |
| 2020 | Tencent Video All Star Awards                                    | Estrella VIP                                           |                           | Ganador   |